# Vilémov (Olomouc)
Vilémov é uma comuna checa localizada na região de Olomouc, distrito de Olomouc.